# Aeroportul Tri-State Steuben County
Aeroportul Tri-State Steuben County (IATA: ANQ, ICAO: KANQ, FAA LID: ANQ) este un aeroport din Indiana, Statele Unite ale Americii ce deservește zona Angola. Aeroportul a fost tranzitat în 2019 de 12 pasageri.
Situat la o altitudine de 303 m, aeroportul dispune de 1 pistă.

## Infrastructură

### Piste
Aeroportul dispune de o singură pistă. Pista 05/23 are suprafața de asfalt și dimensiunile 4.540 picioare × 75 picioare. 